# Arrondissement de Saint-Raphaël
Arrondissement de Saint-Raphaël (franska: Saint-Raphaël) är ett arrondissement i Haiti.   Det ligger i departementet Nord, i den centrala delen av landet, 100 km norr om huvudstaden Port-au-Prince.